# Non-REM-Schlaf

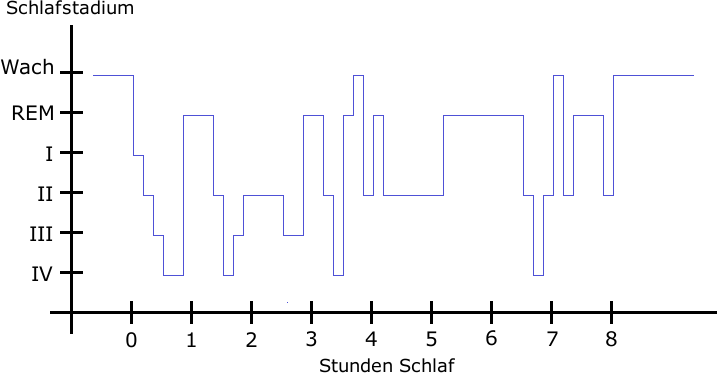
Darstellung der Schlafphasen im Hypnogramm

Non-REM-Schlaf (auch: orthodoxer Schlaf oder NREM-Schlaf) ist in der Schlafforschung und der Schlafmedizin neben dem REM-Schlaf (REM, engl. Rapid Eye Movement) eine der beiden Formen des Schlafes.

## Einteilung und Merkmale
Bei der weitergehenden Einteilung des NREM-Schlafes wird zwischen den Schlafstadien N1, N2 und N3 unterschieden. Diese Nomenklatur geht auf eine Veröffentlichung der American Academy of Sleep Medicine aus dem Jahr 2007 zurück. Das Schlafstadium N1 steht für den Übergang zwischen Wachen und Schlafen, N2 steht für stabilen Schlaf und N3 den Tiefschlaf. Der NREM-Schlaf als Ganzes wird auch als Schlafstadium N bezeichnet.
Die einzelnen Schlafstadien haben charakteristische Merkmale in der elektrischen Aktivität des Gehirns und sind messtechnisch erfassbar und abgrenzbar. Die Zuordnung von zeitlichen Abschnitten des Schlafs zu den Schlafstadien geschieht bei der Auswertung der mittels Polysomnographie durchgeführten Untersuchung und dient der Bewertung des Schlafs im Rahmen der Diagnose von Schlafstörungen. Die Darstellung erfolgt im Schlafprofil (Hypnogramm). In diesem Zusammenhang wird die Bezeichnung Stadium R für den REM-Schlaf und Stadium W für den Wachzustand verwendet.
Die Körpertemperatur und der Blutdruck des Schlafenden sinken beim NREM-Schlaf ab und er träumt kaum.
Der Anteil der einzelnen Schlafstadien an der Schlafdauer ist keine feste Größe, sondern verändert sich in Abhängigkeit vom Geschlecht mit dem Alter. Pro Nacht kommt es beim gesunden Menschen zu 4 bis 7 Schlafzyklen zu je etwa 70–110 Minuten, bei denen die NREM-Stadien N1, N2 und N3 und wieder N2 gefolgt vom REM-Schlaf durchlaufen werden. In den folgenden Zyklen nimmt der Tiefschlaf-Anteil ab und der REM-Anteil zu. Bei einem etwa 30 Jahre alten Menschen liegt der Anteil der 3 NREM-Stadien an der Gesamtdauer des Nachtschlafs oberhalb 70 %.

## Schlafstadium N1

Theta-Wellen

Übergang zwischen Wachen und Schlafen:
- Das Elektroenzephalogramm (EEG) zeigt Theta-Aktivität, bei gesunden Erwachsenen ein Zeichen für Schläfrigkeit.
- Das Elektromyogramm (EMG) zeigt eine Abnahme des Muskeltonus gegenüber dem Wachzustand.
- Das Elektrookulogramm (EOG) zeigt langsame, teils rollende Augenbewegungen.

Der Anteil an der Gesamtdauer liegt im mittleren Lebensalter (ca. 30 Jahre) bei etwa 5 %.

## Schlafstadium N2
Stabiler Schlaf:

K-Komplex und Schlafspindel in der NREM-Schlafphase

- Das EEG zeigt Theta-Aktivität, K-Komplexe und Schlafspindeln.
- Das EMG zeigt eine Abnahme des Muskeltonus gegenüber dem Stadium N1.
- Das EOG zeigt keine Augenbewegungen.

Der Anteil an der Gesamtdauer liegt im mittleren Lebensalter (ca. 30 Jahre) bei etwa 45–55 %.

## Schlafstadium N3
Tiefschlaf:
- Das EEG zeigt Delta-Aktivität.

Delta-Wellen

- Das EMG zeigt eine Abnahme des Muskeltonus gegenüber dem Stadium N2.
- Das EOG zeigt keine Augenbewegungen.

Der Anteil an der Gesamtdauer liegt im mittleren Lebensalter (ca. 30 Jahre) bei etwa 15–25 %.

## Schlafstadien nach Rechtschaffen und Kales
Eine frühere und über viele Jahre verwendete Nomenklatur geht auf eine Veröffentlichung von Allan Rechtschaffen und Anthony Kales aus dem Jahr 1968 zurück. Dort wurde der NREM-Schlaf in 4 Stadien unterteilt, 2 Leichtschlafstadien und 2 Tiefschlafstadien. Der Hinweis „nach R+K“ in der entsprechenden Literatur verweist auf diese Einteilung. Die beiden Tiefschlafstadien werden nun meistens als Stadium N3 zusammengefasst und eher seltener als N3 und N4.